# Grubbsjön (Dorotea socken, Lappland, 718841-146603)
Grubbsjön är en sjö i Dorotea kommun i Lappland och ingår i Ångermanälvens huvudavrinningsområde. Sjön har en area på 0,124 kvadratkilometer och ligger 632,1 meter över havet. Grubbsjön ligger i Rödingsjö Natura 2000-område.

## Delavrinningsområde
Grubbsjön ingår i det delavrinningsområde (718821-146659) som SMHI kallar för Utloppet av Grubbsjön. Medelhöjden är 651 meter över havet och ytan är 1,05 kvadratkilometer. Det finns inga avrinningsområden uppströms utan avrinningsområdet är högsta punkten. Vattendraget som avvattnar avrinningsområdet har biflödesordning 4, vilket innebär att vattnet flödar genom totalt 4 vattendrag innan det når havet efter 317 kilometer. Avrinningsområdet består mestadels av skog (12 procent) och sankmarker (76 procent). Avrinningsområdet har 0,12 kvadratkilometer vattenytor vilket ger det en sjöprocent på 11,7 procent.